# Idiostrangalia albopreterminalis
Idiostrangalia albopreterminalis är en skalbaggsart som beskrevs av Hayashi och Jean François Villiers 1989. Idiostrangalia albopreterminalis ingår i släktet Idiostrangalia och familjen långhorningar.
Artens utbredningsområde är Taiwan. Inga underarter finns listade i Catalogue of Life.